# 拉库德尔
拉库德尔（法語：La Coudre，法語發音：[la kudʁ]）是法国德塞夫勒省的一个旧市镇，属于布雷叙尔区。2016年，拉库德尔与临近的5个市镇合并为新市镇阿让托奈。

## 地理
拉库德尔（46°56'46"N, 0°28'14"W）面积8.4 平方千米，位于法国新阿基坦大区德塞夫勒省，该省份为法国西部内陆省份，北起曼恩-卢瓦尔省，西接旺代省，南至夏朗德省和滨海夏朗德省，东临维埃纳省。
与拉库德尔接壤的市镇（或旧市镇、城区）包括：阿让托奈、布雷敘爾、圣欧班迪普兰、武尔芒坦、阿让通莱瓦莱。

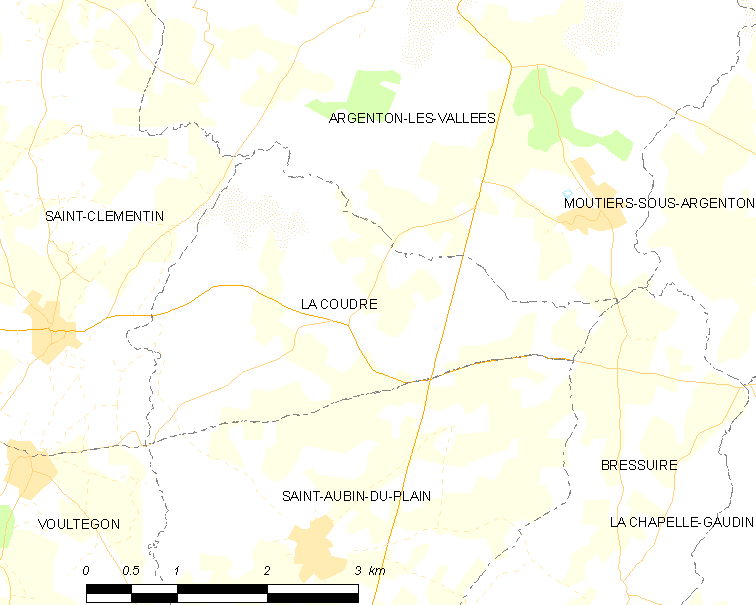
拉库德尔的OSM定位图

拉库德尔的时区为UTC+01:00、UTC+02:00（夏令时）。

## 行政
拉库德尔的邮政编码为79150，INSEE市镇编码为79099。

## 政治
拉库德尔所属的省级选区为莫莱翁县。

## 人口

1962-2008年间拉库德尔人口变化图示

拉库德尔于2018年1月1日时的人口数量为233人。